# ГЕС Kēsàiyī
ГЕС Kēsàiyī (柯赛依水电站) — гідроелектростанція на північному заході Китаю в провінції Сіньцзян. Використовує ресурс із річки Sūmùdá-Yīlièkèhé, лівої притоки Burqin, котра в свою чергу є правою притокою верхньої течії Іртишу (у нас відома як Чорний Іртиш). 
В межах проекту річку перекрили кам’яно-накидною греблею із бетонним облицюванням висотою 129 метрів та довжиною 412 метрів. Вона утримує водосховище з об’ємом 97,6 млн м3 (корисний об’єм 38,7 млн м3) та нормальним рівнем поверхні на позначці 1170 метрів НРМ. 
Зі сховища через правобережний гірський масив прокладено дериваційний тунель, котрий транспортує ресурс до розташованого за 7,5 км наземного машинного залу. Останній в 2017 році ввели в експлуатацію із двома турбінами потужністю по 50 МВт, які повинні забезпечувати виробництво 322 млн кВт-год електроенергії на рік. Також існують плани встановлення додаткової турбіни потужністю 24 МВт.